# Романюк Дмитро Сергійович
Дмитро Романюк Сергійович (нар. 26 березня 1997) — український легкоатлет, який спеціалізується в бігу з бар'єрами, чемпіон національних першостей у бігу на 400 метрів з бар'єрами. Майстер спорту України.
На національних змаганнях представляє Рівненську область.

## Міжнародні досягнення
Срібний призер чемпіонату Асоціації Балканських легкоатлетичних федерацій (19-20 вересня 2020 року у м. Клуж-Напока (Румунія)) на дистанції 400 м з бар'єрами — результат 50,61 с.
Переможець міжнародного турніру T-meeting (5 червня 2022 року, у Тілбурзі (Нідерланди)) з бігу на 400 метрів — результат 51.29 с.
Увіходив до національної збірної України, що братиме участь у мультиспортивному чемпіонаті Європи-2022 (естафета 4х400 метрів)